# Джин Марш
Джин Марш (англ. Gene Marsh; 3 серпня 1893, Сан-Дієго, Каліфорнія — 23 лютого 1957) — американська акторка німого кіно.
Справжнє і'мя — Гледіс Деверо Келлер. Знялась у фільмах «Даючи їм придатки» (1915), «Люк, цукерка» (1916) та «Сміхотворний газ» (1914).
Померла 23 лютого 1957 року в Сінгапурі.

## Вибрана фільмографія
- 1914 — Його доісторичне минуле / His Prehistoric Past
- 1914 — Сміхотворний газ / Laughing Gas
- 1915 — Даючи їм придатки / Giving Them Fits